# Demandasaurus
Demandasaurus darwini
Genre
Espèce
Demandasaurus est un genre éteint de dinosaures sauropodes diplodocoïdes, rattaché à la famille des Rebbachisauridae,.
Il a vécu au Crétacé inférieur, du Barrémien supérieur à l'Aptien inférieur, soit il y a environ 125 Ma (millions d'années) dans une région qui est maintenant l'Espagne, dans la communauté autonome de Castille-et-León, où il a été découvert dans la formation géologique de Castrillo de la Reina.
Le genre ne comporte que l'espèce Demandasaurus darwini, décrite en 2011 par Fidel Torcida Fernández-Baldor (d), José Ignacio Canudo (d), Pedro Huerta (d), Diego Montero (d), Xabier Pereda-Suberbiola (d) et Leonardo Salgado.

## Découverte
Demandasaurus darwini est connu par des restes fossiles partiels (crânien et post-crânien), découverts dans la province de Burgos.

## Étymologie
Le nom de genre Demandasaurus fait référence au massif de la Demanda une chaîne de montagnes de la province de Burgos, où le fossile a été découvert, associé au grec ancien « saûros » qui signifie « lézard » pour donner « lézard du massif de la Demanda ».

## Description
Cet herbivore est un néosauropode de taille moyenne, avec une longueur totale estimée à 15 mètres.
Les autapomorphies caractérisant ce genre concernent la morphologie des dents et des vertèbres.

## Classification
Dans leur analyse phylogénétique Carballido et son équipe placent, en 2012, Demandasaurus parmi les rebbachisauridés, dans la sous-famille des Nigersaurinae, renommée Rebbachisaurinae en 2015 par F. Fanti et ses collègues. Demandasaurus est proche des  genres Nigersaurus et Tataouinea.

## Publication originale
- (en) Fidel Torcida Fernández-Baldor, José Ignacio Canudo, Pedro Huerta, Diego Montero, Xabier Pereda Suberbiola et Leonardo Salgado, « Demandasaurus darwini, a New Rebbachisaurid Sauropod from the Early Cretaceous of the Iberian Peninsula », Acta Palaeontologica Polonica, PAN et Institute of Paleobiology (d), vol. 56, no 3,‎ septembre 2011, p. 535-552 (ISSN 0567-7920 et 1732-2421, OCLC 02051833, DOI 10.4202/APP.2010.0003).